# 1986 no jornalismo
Nesta página encontrará referências aos acontecimentos directamente relacionados com o jornalismo ocorridos durante o ano de 1986.

## Nascimentos
| Data | Nome | Profissão | Nacionalidade | Observações | Ref |
| ---- | ---- | --------- | ------------- | ----------- | --- |

## Mortes
| Data          | Nome             | Profissão                                              | Nacionalidade  | Observações | Ref |
| ------------- | ---------------- | ------------------------------------------------------ | -------------- | ----------- | --- |
| 23 de março   | Josué Guimarães  | jornalista e escritor                                  | Brasil         | n. 1921     |     |
| 13 de julho   | Orígenes Lessa   | jornalista, contista, novelista, romancista e ensaísta | Brasil         | n. 1903     |     |
| 8 de dezembro | Sydney J. Harris | escritor e jornalista                                  | Estados Unidos | n. 1917     |     |